# La muralla (obra de teatro)
La muralla es una obra de teatro en dos actos, divididos en cuatro cuadros, de Joaquín Calvo Sotelo, estrenada en el Teatro Lara, de Madrid el 6 de octubre de 1954. La obra superó las 5.000 representaciones y del libro se realizaron 16 ediciones, con 50.000 ejemplares vendidos.

## Argumento
Jorge Hontanar disfruta de las rentas que le proporciona la finca El Tomillar, que posee en Extremadura. Sin embargo, Jorge se sabe estafador ya que al finalizar la Guerra civil española y en su condición de militar del ejército vencedor amañó las escrituras para hacerse con el terreno. Atormentado por su conciencia decide entregar la finca a Gervasio Quiroga, hijo del auténtico propietario. Sin embargo, los familiares de Jorge se oponen rotundamente a sus intenciones, y él morirá antes de haberlas llevado a término.

## Representaciones destacadas
- Teatro (Estreno en el Teatro Lara, 6 de octubre de 1954)
  - Intérpretes: Rafael Rivelles, Lina Rosales, Luis de Sola, Francisco Pierrá, Amparo Martí, Pastora Peña.
- Teatro (Estreno en Barcelona, 23 de diciembre de 1954).
  - Dirección: José Tamayo
  - Intérpretes: Manuel Dicenta, Asunción Sancho (sustituida luego por Nuria Espert), Milagros Leal, Alfonso Muñoz, Luis Orduña.
- Cine (España, 1958)
  - Dirección: Luis Lucia.
  - Intérpretes: Armando Calvo, Irasema Dilián, Pepita Serrador, José María Caffarel, Félix de Pomés.
- Teatro (Centro Cultural de la Villa, Madrid, 1993)
  - Dirección: Gustavo Pérez Puig
  - Intérpretes: Javier Escrivá, Amparo Soto, Teófilo Calle, José María Escuer, Margot Cottens (luego sustituida por Carmen Rossi), Francisco Piquer.